# Nils-Erik Landell
Fritz Ernst Nils Erik (Nils-Erik) Landell, född 28 augusti 1935 i Stockholm, död 8 mars 2023, var en svensk läkare, samhällsdebattör, författare och fotograf.
Nils-Erik Landell arbetade inom psykiatri och socialmedicin och var bland annat överläkare i  psykiatri vid Danderyds sjukhus. Han gav ut ett par romaner samt ett fyrtiotal populärvetenskapliga böcker om medicin, miljövård, naturhistoria och kulturhistoria, varav många med egna fotoillustrationer. Han tillhörde de första i Sverige som uppmärksammade miljögifter som hot mot naturen. Han medarbetade som krönikör i Svenska Dagbladet 1964–1996 under vinjetten Människa och Miljö och i tidskriften Miljö i Sverige 1975–1984. Många av de senare artiklarna återfinns i böckerna I nya Lortsverige från 1982 och  Hotet mot miljön från 1984.
Nils-Erik Landell var ledamot av den första energikommissionen 1976–1978. År 1978 publicerades hans bok Mannen som bytte sida - miljödebatt med helhetssyn, som blev ett inslag i debatten inför folkomröstningen om kärnkraft 1980. Utgående från miljöargument var han försiktigt positiv till kärnkraften, men i januari 1980 bytte han under sida och uppmanade till att rösta nej till kärnkraften.
Nils-Erik Landell har utgivit och medverkat i vetenskapliga skrifter inom cancercytologi, fotometri av hjärnvätska för diagnos av hjärnblödningar, läkemedelsmetabolism och arbetat som läkare inom neurologi, hjärt- och allmänmedicin och bland annat varit biträdande överläkare i socialmedicin på Huddinge sjukhus och överläkare i psykiatri vid Danderyds sjukhus.
Nils-Erik Landell var representant för World Medical Association vid FN-konferensen om miljön år 1972 i Gamla Riksdagshusets plenisal i Stockholm. Inför konferensen sändes Landell av dåvarande statsminister Tage Erlander på en resa till bl.a. Moskva, Tokyo, Hong-Kong och Calcutta. På FN-konferensen distribuerade Folksam skriften Miljöhotet, där Landell på engelska och svenska och med färgfoton skildrade några av världens mest miljöförstörda områden.
Flera av Nils-Erik Landells böcker handlar om Stockholm, och han har varit ledamot av Stockholms skönhetsråd 1974–2002.